# Сухарев, Александр Григорьевич
Александр Григорьевич Сухарев (5 ноября 1932, Евпатория — 5 октября 2019) — советский и российский учёный-гигиенист, специалист в области гигиены детей и подростков, академик РАМН (2005), академик РАН (2013).

## Биография
Родился 5 ноября 1932 года в Евпатории.
В 1956 году с отличием окончил Казанский государственный медицинский институт, специальность «Санитарное дело», после чего была учёба в аспирантуре в Московском НИИ гигиены имени Ф. Ф. Эрисмана.
В 1960 году защитил кандидатскую диссертацию.
В 1972 году защитил докторскую диссертацию, тема: «Гигиенические принципы нормирования двигательной активности школьников».
С 1964 по 1976 годы — руководитель вновь созданного отдела гигиены физического воспитания в НИИ гигиены детей и подростков МЗ СССР.
В 1976 году присвоено учёное звание профессора.
С 1976 года работал в Центральном институте усовершенствования врачей (сейчас это — Российская медицинская академия непрерывного профессионального образования) — профессор, заведующий кафедрой гигиены детей и подростков, затем кафедрой гигиены.
В 1993 году избран членом-корреспондентом РАМН.
В 2005 году избран академиком РАМН.
В 2013 году стал академиком РАН (в рамках присоединения РАМН и РАСХН к РАН).
Похоронен А. Г. Сухарев в Москве на Троекуровском кладбище.

## Научная деятельность
Специалист в области гигиены детей и подростков.
Широко известны его исследования по этиологии, патогинезу, профилактике гипо- и гиперкинезии детей.
Основные направления научных исследований — теоретические основы и новые методические подходы к изучению взаимосвязи физической активности и состояния здоровья детей; рациональный двигательный режим как средство профилактики неинфекционной заболеваемости; медико-социальные аспекты профессионально-прикладной физической подготовки подростков.
Впервые обосновал теоретическую концепцию о параболической зависимости между величиной суточной двигательной активности и состоянием здоровья населения. Широко известны его исследования, связанные с проблемой школьной гипокинезии и спортивной гиперкинезии, а также в области физиологических механизмов повышения резистентности организма средствами физического воспитания и мотивированного поведения при занятиях физкультурой и спортом — что позволило разработать методику формирования здорового образа жизни различных групп населения.
В лабораторных условиях на велоэргометре им моделировались различные по интенсивности и длительности физические нагрузки и синхронно регистрировались многие физиологические параметры у испытуемых — это позволило выявить возрастные особенности регуляции физиологических функций и научно обосновать признаки раннего утомления, что является важным для гигиенического нормирования физических нагрузок лиц разного возраста.
В совместных исследованиях со специалистами Германии, Польши и Чехословакии выявлены закономерности, позволяющие установить общие подходы к регламентации физических нагрузок, режима дня, сбалансированного питания и правил личной гигиены при подготовке юных спортсменов. Он разрабатывал профессионально-должностные требования, унифицированные программы, квалификационные характеристики и тестовые программы для обучения и контроля знаний врачей по гигиене детей и подростков и педиатров, работающих в детских организованных коллективах.
Им подготовлено 9 докторов наук и 31 кандидат наук, создана научная школа.
Автор более 450 публикаций, в том числе 10 монографий.

### Научно-организационная деятельность
- член редакционной коллегии журнала «Вопросы школьной и университетской медицины и здоровья»;
- член Проблемной комиссии по гигиене и охране здоровья детей и подростков Минздрава РФ;
- главный эксперт Совета ВАК;
- длительное время являлся генеральным секретарем Всероссийского научного общества гигиенистов и санитарных врачей;
- член Европейского совета по школьной и университетской медицине и здоровью.

## Награды
- Заслуженный деятель науки Российской Федерации (1998)[5]